# Liste der Gedenktafeln im Bezirk Tempelhof-Schöneberg
Diese Seite gibt einen Überblick über Gedenktafeln in dem Berliner Bezirk Tempelhof-Schöneberg.
- Liste der Gedenktafeln in Berlin-Friedenau
- Liste der Gedenktafeln in Berlin-Lichtenrade
- Liste der Gedenktafeln in Berlin-Mariendorf
- Liste der Gedenktafeln in Berlin-Marienfelde
- Liste der Gedenktafeln in Berlin-Schöneberg
- Liste der Gedenktafeln in Berlin-Tempelhof